# Blepharipappus scaber
Blepharipappus scaber là một loài thực vật có hoa trong họ Cúc. Loài này được Hook. mô tả khoa học đầu tiên năm 1833. It grows in sandy soil in forests at elevations of 300–2200 meters (1000–7300 feet)